# Zdarzenia losowe niezależne
Zdarzenia losowe niezależne – zdarzenia {\displaystyle A,B\in {\mathcal {A}}} na pewnej ustalonej przestrzeni probabilistycznej {\displaystyle (\Omega ,{\mathcal {A}},P)} spełniające warunek
{\displaystyle P(A\cap B)=P(A)\cdot P(B).}
Taka postać warunku na niezależność zdarzeń {\displaystyle A} i {\displaystyle B} wynika z intuicyjnego stwierdzenia: zdarzenie {\displaystyle A} nie zależy od zdarzenia {\displaystyle B,} jeśli wiedza na temat zajścia {\displaystyle B} nie ma wpływu na prawdopodobieństwo zajścia {\displaystyle A.}
Wychodząc z tych intuicji można korzystając z pojęcia prawdopodobieństwa warunkowego podać równoważną definicję niezależności zdarzeń {\displaystyle A,B{:}}
{\displaystyle P(A|B)=P(A)}
{\displaystyle P(B|A)=P(B)}
przy założeniu {\displaystyle P(A)\neq 0,\;P(B)\neq 0.}
Niezależność można definiować także, dla większej liczby zdarzeń. I tak, jeżeli {\displaystyle A_{1},\dots ,A_{m}\in {\mathcal {A}},} to mówimy, że są one niezależne, gdy spełniony jest warunek
{\displaystyle P(A_{i_{1}}\cap \ldots \cap A_{i_{k}})=P(A_{i_{1}})\cdot \ldots \cdot P(A_{i_{k}})} dla każdego układu indeksów {\displaystyle i_{1},\dots ,i_{k}} oraz dla każdego {\displaystyle k=1,2,\dots ,m.}
Definicję niezależności można rozszerzyć na nieskończony układ zdarzeń. Dokładniej, mówimy, że zdarzenia {\displaystyle A_{1},A_{2},\dots } są niezależne, gdy dla każdej liczby naturalnej n zdarzenia {\displaystyle A_{i_{1}},\dots ,A_{i_{n}}} są niezależne.
Z drugiej strony definiuje się też zdarzenia losowe niezależne parami, co w przypadku (skończonego lub nieskończonego) ciągu zdarzeń {\displaystyle (A_{i})} ma miejsce wtedy, gdy dowolna para zdarzeń z tego ciągu jest niezależna. Warunek ten jest słabszy od warunku „pełnej” niezależności zdarzeń.

## Własności
- Z definicji wynika, że dwa zdarzenia rozłączne są niezależne wtedy i tylko wtedy, gdy przynajmniej jedno z nich ma prawdopodobieństwo zerowe. Mylenie zdarzeń niezależnych z rozłącznymi jest często występującym i bardzo poważnym błędem.
- Gdy zdarzenia {\displaystyle A_{1},\dots ,A_{n}} są niezależne, to zdarzenia do nich przeciwne {\displaystyle A_{1}',\dots ,A_{n}'} też są niezależne oraz:

{\displaystyle P\left(\bigcup _{k=1}^{n}A_{k}\right)=P\left(\left(\bigcap _{k=1}^{n}A_{k}'\right)'\right)=1-P\left(\bigcap _{k=1}^{n}A_{k}'\right)=1-\prod _{k=1}^{n}P(A_{k}')=1-\prod _{k=1}^{n}(1-P(A_{k})).}
Porównaj: prawa De Morgana.

## Niezależność σ-ciał
σ-ciała {\displaystyle {\mathcal {F}}_{1},\dots ,{\mathcal {F}}_{n},} gdzie {\displaystyle {\mathcal {F}}_{i}\subseteq {\mathcal {A}}} dla {\displaystyle i\in \{1,\dots ,n\}} nazywamy niezależnymi, gdy dla dowolnych {\displaystyle A_{1}\in {\mathcal {F}}_{1},\dots ,A_{n}\in {\mathcal {F}}_{n}}
{\displaystyle P(A_{1}\cap \ldots \cap A_{n})=P(A_{1})\cdot \ldots \cdot P(A_{n}).}
Jeżeli {\displaystyle A_{1}\in {\mathcal {F}}_{1},\dots ,A_{n}\in {\mathcal {F}}_{n},} to przez {\displaystyle \sigma (A_{i})} rozumiemy σ-ciało generowane przez zdarzenie {\displaystyle A_{i},} tzn. najmniejsze σ-ciało zawierające zbiór {\displaystyle A_{i}.} Dokładniej, dla {\displaystyle i\in \{1,\dots ,n\}}
{\displaystyle \sigma (A_{i})=\{\varnothing ,\Omega ,A_{i},\Omega \setminus A_{i}\}.}
Używając tych definicji, niezależność skończonej liczby zdarzeń można scharakteryzować w następujący sposób: zdarzenia {\displaystyle A_{1},\dots ,A_{n}} są niezależne wtedy i tylko wtedy, gdy σ-ciała {\displaystyle \sigma (A_{1}),\dots ,\sigma (A_{n})} są niezależne.